# Dark Metal
Dark Metal è il primo album in studio del gruppo metal tedesco Bethlehem, pubblicato nel 1994. Il disco è stato ripubblicato nel 1999.

## Tracce
1. The Eleventh Commandment – 5:11
2. Apocalyptic Dance – 11:00
3. Second Coming – 6:03
4. Vargtimmen – 3:46
5. 3rd Nocturnal Prayer – 9:00
6. Funereal Owlblood – 6:53
7. Veiled Irreligion – 5:27
8. Gepriesen sei der Untergang – 5:30